# Светлый (Добрушский район)
Светлый (бел. Светлы) — посёлок в Носовичском сельсовете Добрушского района Гомельской области Республики Беларусь.

## География
В 11 км на юг от районного центра Добруш и железнодорожной станции в этом городе (на линии Гомель — Унеча), в 20 км от Гомеля.

## Транспортная система
Транспортная связь по просёлочной дороге, затем по автодороге Тереховка — Гомель. В посёлке 9 жилых домов (2004 год). Застройка деревянными домами, расположенными вдоль просёлочной дороги.

## История
Основан в начале XX века переселенцами с соседних деревень. В 1926 году в Носовичском сельсовете Носовичского района Гомельского округа, с 20 февраля 1938 года Гомельской области. Размещалось почтовое отделение.
В 1930 году жители вступили в колхоз.
Во время Великой Отечественной войны оккупанты в сентябре 1943 года полностью сожгли посёлок.
В 1959 году в составе племзавода «Носовичи» с центром в деревне Носовичи.

## Население

### Численность
- 2004 год — 9 дворов, 19 жителей

### Динамика
- 1926 год — 13 дворов, 64 жителя
- 1940 год — 25 дворов, 105 жителей
- 1959 год — 49 жителей (согласно переписи)
- 2004 год — 9 дворов, 19 жителей